# Chondrostylis kunstleri
Chondrostylis kunstleri là một loài thực vật có hoa trong họ Đại kích. Loài này được (King ex Hook.f.) Airy Shaw mô tả khoa học đầu tiên năm 1960.